# Plavání na Letních olympijských hrách 1972
Plavání na Letních olympijských hrách 1972.

## Přehled medailí
| Pořadí | Země                                 | Zlato | Stříbro | Bronz | Celkově |
| ------ | ------------------------------------ | ----- | ------- | ----- | ------- |
| 1.     | Spojené státy americké (USA)         | 17    | 14      | 12    | 43      |
| 2.     | Austrálie (AUS)                      | 6     | 2       | 2     | 10      |
| 3.     | Německá demokratická republika (GDR) | 2     | 5       | 2     | 9       |
| 4.     | Japonsko (JPN)                       | 2     | 0       | 1     | 3       |
| 5.     | Švédsko (SWE)                        | 2     | 0       | 0     | 2       |
| 6.     | Sovětský svaz (URS)                  | 0     | 2       | 3     | 5       |
| 7.     | Kanada (CAN)                         | 0     | 2       | 2     | 4       |
| 8.     | Západní Německo (FRG)                | 0     | 1       | 3     | 4       |
| 9.     | Itálie (ITA)                         | 0     | 1       | 2     | 3       |
| 9.     | Maďarsko (HUN)                       | 0     | 1       | 2     | 3       |
| 11.    | Velká Británie (GBR)                 | 0     | 1       | 0     | 1       |
| Celkem | Celkem                               | 29    | 29      | 29    | 87      |

## Medailisté

### Muži
| Kategorie                      | Zlato                                                                                     | Čas      | Stříbro                                                                                                | Čas      | Bronz                                                                                               | Čas      |
| ------------------------------ | ----------------------------------------------------------------------------------------- | -------- | --- | -------- | --------------------------------------------------------------------------------------------------- | -------- |
| 100 m volný způsob             | Mark Spitz · Spojené státy americké (USA)                                                 | 51.22    | Jerry Heidenreich · Spojené státy americké (USA)                                                       | 51.65    | Vladimir Bure · Sovětský svaz (URS)                                                                 | 51.77    |
| 200 m volný způsob             | Mark Spitz · Spojené státy americké (USA)                                                 | 1:52.78  | Steve Genter · Spojené státy americké (USA)                                                            | 1:53.73  | Werner Lampe · Západní Německo (FRG)                                                                | 1:53.99  |
| 400 m volný způsob             | Brad Cooper · Austrálie (AUS)                                                             | 4:00.27  | Steve Genter · Spojené státy americké (USA)                                                            | 4:01.94  | Tom McBreen · Spojené státy americké (USA)                                                          | 4:02.64  |
| 1500 m volný způsob            | Mike Burton · Spojené státy americké (USA)                                                | 15:52.58 | Graham Windeatt · Austrálie (AUS)                                                                      | 15:58.48 | Doug Northway · Spojené státy americké (USA)                                                        | 16:09.25 |
| 100 m znak                     | Roland Matthes · Německá demokratická republika (GDR)                                     | 56.58    | Mike Stamm · Spojené státy americké (USA)                                                              | 57.70    | John Murphy · Spojené státy americké (USA)                                                          | 58.35    |
| 200 m znak                     | Roland Matthes · Německá demokratická republika (GDR)                                     | 2:02.82  | Mike Stamm · Spojené státy americké (USA)                                                              | 2:04.09  | Mitch Ivey · Spojené státy americké (USA)                                                           | 2:04.33  |
| 100 m prsa                     | Nobutaka Taguchi · Japonsko (JPN)                                                         | 1:04.94  | Tom Bruce · Spojené státy americké (USA)                                                               | 1:05.43  | John Hencken · Spojené státy americké (USA)                                                         | 1:05.61  |
| 200 m prsa                     | John Hencken · Spojené státy americké (USA)                                               | 2:21.55  | David Wilkie · Velká Británie (GBR)                                                                    | 2:23.67  | Nobutaka Taguchi · Japonsko (JPN)                                                                   | 2:23.88  |
| 100 m motýlek                  | Mark Spitz · Spojené státy americké (USA)                                                 | 54.27    | Bruce Robertson · Kanada (CAN)                                                                         | 55.56    | Jerry Heidenreich · Spojené státy americké (USA)                                                    | 55.74    |
| 200 m motýlek                  | Mark Spitz · Spojené státy americké (USA)                                                 | 2:00.70  | Gary Hall, Sr. · Spojené státy americké (USA)                                                          | 2:02.86  | Robin Backhaus · Spojené státy americké (USA)                                                       | 2:03.23  |
| 200 m polohový závod           | Gunnar Larsson · Švédsko (SWE)                                                            | 2:07.17  | Tim McKee · Spojené státy americké (USA)                                                               | 2:08.37  | Steve Furniss · Spojené státy americké (USA)                                                        | 2:08.45  |
| 400 m polohový závod           | Gunnar Larsson · Švédsko (SWE)                                                            | 4:31.98  | Tim McKee · Spojené státy americké (USA)                                                               | 4:31.98  | András Hargitay · Maďarsko (HUN)                                                                    | 4:32.70  |
| štafeta 4×100 m volný způsob   | Spojené státy americké (USA) · David Edgar · John Murphy · Jerry Heidenreich · Mark Spitz | 3:26.42  | Sovětský svaz (URS) · Vladimir Bure · Viktor Mazanov · Viktor Aboimov · Igor Grivennikov               | 3:29.72  | Německá demokratická republika (GDR) · Roland Matthes · Wilfried Hartung · Peter Bruch · Lutz Unger | 3:32.42  |
| štafeta 4×200 m volný způsob   | Spojené státy americké (USA) · John Kinsella · Fred Tyler · Steve Genter · Mark Spitz ·   | 7:35.78  | Západní Německo (FRG) · Klaus Steinbach · Werner Lampe · Hans Vosseler · Hans Fassnacht                | 7:41.69  | Sovětský svaz (URS) · Igor Grivennikov · Viktor Mazanov · Georgi Kulikov · Vladimir Bure            | 7:45.76  |
| štafeta 4×100 m polohový závod | Spojené státy americké (USA) · Mike Stamm · Tom Bruce · Mark Spitz · Jerry Heidenreich    | 3:48.16  | Německá demokratická republika (GDR) · Roland Matthes · Klaus Katzur · Hartmut Flöckner · Lutz Unger · | 3:52.26  | Kanada (CAN) · Erik Fish · William Mahony · Bruce Robertson · Robert Kasting                        | 3:53.26  |

* Nezúčastnili se finále, ale získali medaili.

### Ženy
| Kategorie                      | Zlato | Čas     | Stříbro | Čas     | Bronz | Čas     |
| ------------------------------ | --- | ------- | --- | ------- | --- | ------- |
| 100 m volný způsob             | Sandy Neilsonová · Spojené státy americké (USA)                                                          | 58.59   | Shirley Babashoffová · Spojené státy americké (USA)                                                                    | 59.02   | Shane Gouldová · Austrálie (AUS)                                                                          | 59.06   |
| 200 m volný způsob             | Shane Gouldová · Austrálie (AUS)                                                                         | 2:03.56 | Shirley Babashoffová · Spojené státy americké (USA)                                                                    | 2:04.33 | Keena Rothhammerová · Spojené státy americké (USA)                                                        | 2:04.92 |
| 400 m volný způsob             | Shane Gouldová · Austrálie (AUS)                                                                         | 4:19.04 | Novella Calligarisová · Itálie (ITA)                                                                                   | 4:22.44 | Gudrun Wegnerová · Německá demokratická republika (GDR)                                                   | 4:23.11 |
| 800 m volný způsob             | Keena Rothhammerová · Spojené státy americké (USA)                                                       | 8:53.68 | Shane Gouldová · Austrálie (AUS)                                                                                       | 8:56.39 | Novella Calligarisová · Itálie (ITA)                                                                      | 8:57.46 |
| 100 m znak                     | Melissa Beloteová · Spojené státy americké (USA)                                                         | 1:05.78 | Andrea Gyarmatiová · Maďarsko (HUN)                                                                                    | 1:06.26 | Susie Atwoodová · Spojené státy americké (USA)                                                            | 1:06.34 |
| 200 m znak                     | Melissa Beloteová · Spojené státy americké (USA)                                                         | 2:19.19 | Susie Atwoodová · Spojené státy americké (USA)                                                                         | 2:20.38 | Donna Gurrová · Kanada (CAN)                                                                              | 2:23.22 |
| 100 m prsa                     | Cathy Carrová · Spojené státy americké (USA)                                                             | 1:13.58 | Galina Prozumenščikovová · Sovětský svaz (URS)                                                                         | 1:14.99 | Beverley Whitfieldová · Austrálie (AUS)                                                                   | 1:15.73 |
| 200 m prsa                     | Beverley Whitfieldová · Austrálie (AUS)                                                                  | 2:41.05 | Dana Schoenfieldová · Spojené státy americké (USA)                                                                     | 2:42.05 | Galina Prozumenščikovová · Sovětský svaz (URS)                                                            | 2:42.36 |
| 100 m motýlek                  | Mayumi Aokiová · Japonsko (JPN)                                                                          | 1:03.34 | Roswitha Beierová · Německá demokratická republika (GDR)                                                               | 1:03.61 | Andrea Gyarmatiová · Maďarsko (HUN)                                                                       | 1:03.73 |
| 200 m motýlek                  | Karen Moeová · Spojené státy americké (USA)                                                              | 2:15.57 | Lynn Colellaová · Spojené státy americké (USA)                                                                         | 2:16.34 | Ellie Danielová · Spojené státy americké (USA)                                                            | 2:16.74 |
| 200 m polohový závod           | Shane Gouldová · Austrálie (AUS)                                                                         | 2:23.07 | Kornelia Enderová · Německá demokratická republika (GDR)                                                               | 2:23.59 | Lynn Vidaliová · Spojené státy americké (USA)                                                             | 2:24.06 |
| 400 m polohový závod           | Gail Neallová · Austrálie (AUS)                                                                          | 5:02.97 | Leslie Cliffová · Kanada (CAN)                                                                                         | 5:03.57 | Novella Calligarisová · Itálie (ITA)                                                                      | 5:03.99 |
| štafeta 4×100 m volný způsob   | Spojené státy americké (USA) · Shirley Babashoffová · Jane Barkmanová · Jenny Kempová · Sandy Neilsonová | 3:55.19 | Německá demokratická republika (GDR) · Andrea Eifeová · Kornelia Enderová · Elke Sehmischová · Gabriele Wetzkoová      | 3:55.55 | Západní Německo (FRG) · Gudrun Beckmannová · Heidemarie Reinecková · Angela Steinbachová · Jutta Weberová | 3:57.93 |
| štafeta 4×100 m polohový závod | Spojené státy americké (USA) · Melissa Beloteová · Cathy Carrová · Deena Deardurffová · Sandy Neilsonová | 4:20.75 | Německá demokratická republika (GDR) · Christine Herbstová · Renate Vogelová · Roswitha Beierová · Kornelia Enderová · | 4:24.91 | Západní Německo (FRG) · Gudrun Beckmannová · Vreni Eberleová · Silke Pielenová · Heidemarie Reinecková    | 4:26.46 |

* Nezúčastnili se finále, ale získali medaili.